# Daphnephila taiwanensis
Daphnephila taiwanensis är en tvåvingeart som beskrevs av Tokuda, Yang och Junichi Yukawa 2008. Daphnephila taiwanensis ingår i släktet Daphnephila och familjen gallmyggor.
Artens utbredningsområde är Taiwan. Inga underarter finns listade i Catalogue of Life.